# Daichi Ishikawa
Daichi Ishikawa (石川 大地 Ishikawa Daichi?, Ibaraki, 22 de febrero de 1996) es un futbolista japonés que juega como delantero en el JEF United Chiba de la J2 League.

## Trayectoria

### Clubes
| Club                       | País  | Año       |
| -------------------------- | ----- | --------- |
| FC Gifu                    | Japón | 2018-2020 |
| Azul Claro Numazu (cedido) | Japón | 2019      |
| Gainare Tottori            | Japón | 2021-2022 |
| Roasso Kumamoto            | Japón | 2023-2024 |
| JEF United Chiba           | Japón | 2025-     |